# Gerson Goldhaber
Gerson Goldhaber (20 de febrer de 1924, 19 de juliol de 2010) fou un físic de partícules i astrofísic americà nascut a Alemanya. Fou un dels membres de l'equip del Centre de l'Accelerador Lineal de Stanford (SLAC) dirigit per Burton Richter que va codescobrir (amb Samuel C. C. Ting) el mesó J/ψ (premi Nobel de Física, 1976) tot confirmant l'existència del quark encant. Goldhaber va descobrir el 1976 a SPEAR (Stanford) el primer mesó amb encant "obert", el D0, com un pic de ressonància a la massa de 1.865 GeV en la desintegració K + π-. Als anys 90 va treballar al Laboratori Nacional Lawrence Berkeley al Projecte de Cosmologia de la Supernova, i com a professor emèrit de física i astrofísica a la Universitat de Califòrnia, Berkeley. Amb la seva parella, Sulamith Goldhaber, varen passar llargues hores treballant junts i es convertiren en la dècada dels 50 en experts en la ciència de la tecnologia de l'emulsió nuclear.

## Premis i honors
- Fellow de l'Societat Americana de Física[3]
- 1972-73 - Fellow Guggenheim al CERN
- 1991 - Premi Panofsky de la Societat Americana de Física per la seva descoberta dels mesons encantats[4]
- 1982 - Membre estranger de l'Acadèmia Reial sueca[3]
- 1977 - Científic de Califòrnia de l'Any, per la seva feina amb mesons encantats[3]
- 1976-77 - Conferenciant en Físiques Morris Loeb, Universitat Harvard[3]
- 1977 Membre de l'Acadèmia Nacional de Ciències dels Estats-Units[3]